# Oscar Higa
Oscar Masato Higa (Buenos Aires, 28 marzo 1945) è un karateka e maestro di karate giapponese.
Il Maestro Higa attualmente è 10º Dan nello stile Shōrin-ryū Kyudokan Higa-Te, e ricopre il ruolo di Direttore Tecnico Mondiale della scuola Kyudokan.
Egli fu il primo a diffondere lo stile tradizionale Shorin-ryu Kyudokan in tutto il mondo, introducendolo in 32 Paesi.
Oltre ad essere un grande esperto di arti marziali, egli è anche grande conoscitore della filosofia Zen.

## Biografia
Nasce a Buenos Aires da genitori giapponesi. Cittadino giapponese, attualmente vive a Palermo. In Argentina, in un’epoca in cui ancora non esistevano le palestre di Karate, egli frequentava le lezioni private che suo padre, il Maestro Jintatsu Higa, dava a piccoli gruppi della collettività giapponese, ed in particolar modo quelle che dava al figlioccio Tsuneo Nakandakare.
In un ambiente familiare dove costantemente si parlava di Karate, in un’epoca in cui pochi sapevano di cosa si trattasse, il giovane Oscar cresce alternando la pratica del Karate agli studi di ingegneria e alla sua altra grande passione, la pittura, che gli fu d’aiuto nello sviluppare ulteriormente la sua sensibilità spirituale.
All’inizio dell’anno 1967 conosce il Maestro MICHIHISA ITAYA, rappresentante in Argentina della scuola Shotokan, il cui scopo fondamentale era quello di sviluppare il Karate sportivo in quel paese. Il Maestro Itaya frequentava la famiglia Higa e imparava, attraverso gli insegnamenti del Maestro Jintatsu Higa, le caratteristiche dell’antico Karate tradizionale di Okinawa.
Giacché per lui si trattava di un’esperienza mai vissuta, Oscar fa chiedere dal padre al Maestro Itaya di poter partecipare alle gare di Karate, sia di Kata che di Kumite. Il Maestro Itaya accettò la proposta, a condizione che Oscar imparasse i Kata dello Shotokan, presupposto allora necessario per potere partecipare alle competizioni sportive di Karate. Oscar inizia quindi la sua attività agonistica, ottenendo molteplici successi nelle competizioni, diventando il 1º campione Argentino di Karate e classificandosi primo in molte importanti gare.
Terminata l’esperienza nel Karate sportivo continua a dedicarsi esclusivamente all’allenamento con il padre e alla diffusione del Karate di Okinawa.
Un giorno dell’anno 1969 il padre gli si rivolge dicendo: “Se vai dietro un coniglio, puoi prenderlo; comunque non è facile. Se vai dietro due conigli contemporaneamente, sicuramente non ne prenderai nessuno”. Oscar comprende il messaggio del padre e decide quindi di abbandonare qualsiasi altra attività, e di dedicarsi esclusivamente alla pratica, con un intenso allenamento di almeno 6 o 7 ore al giorno, alla ricerca e diffusione del Karate, riuscendo peraltro ad introdurre la scuola in diverse regioni dell’Argentina e del Sudamerica.
Mentre si trova in Argentina ricopre diversi incarichi: Segretario dell’”Associazione Argentina Shorin-ryu Karate-do di Okinawa”, Membro del Consiglio Tecnico, Consigliere Tecnico delle filiali regionali, Arbitro ufficiale in gare nazionali ed internazionali e Direttore e Capo degli istruttori dell’Istituto “Scuola Higa”, è inoltre il primo professore della cattedra di Karate nella Scuola di Giornalismo Sportivo del Circolo dei Giornalisti Sportivi dell’Argentina, la più importante istituzione nazionale in questa specializzazione.
Nell’anno 1976, in Okinawa, gli viene conferito il grado di 5º Dan riconosciuto dalla “Federazione di Karate-do di Okinawa”, aggiudicandosi peraltro il massimo punteggio mai avuto nella storia della scuola in un esame per il passaggio di grado. Quello stesso anno conosce il Maestro di Kobudo Eisuke Akamine, caposcuola della Hozon Shinkokai di Okinawa, diventando il suo rappresentante in Argentina.
Nell’anno 1983, in seguito alla scomparsa del padre Jintatsu, diviene caposcuola Kyudokan in Argentina; nel 1985 ottiene il grado di 6º Dan Renshi e riceve in Okinawa il titolo di rappresentante della Scuola Kyudokan per tutto il Sudamerica. Nello stesso anno viene ricevuto in Ecuador, nel palazzo presidenziale, dal Vice Presidente della Repubblica Dott. Blasco Peñaherrera.
In questa occasione il Maestro Higa conferisce honoris causa all’allora Presidente della Repubblica ing. Leon Febres Cordero, assente per impegni, e allo stesso Vice Presidente il grado di 10º Dan della Scuola Kyudokan di Okinawa.
Nel Marzo del 1988, in occasione di uno dei suoi frequenti viaggi in Okinawa, ottiene il grado di il 7º Dan Kyoshi e gli vengono concessi la rappresentanza per tutta l’America e il titolo di Direttore Tecnico Mondiale della Scuola.
Nell’agosto del 1988 lascia l’Argentina e si stabilisce a Los Angeles, introducendo per la prima volta la Scuola Kyudokan nel Nord America.
Nel 1989 entra a far parte della Scuola di Kobudo RyuKyu Kobudo Ryukonkai, a cui fa capo il M° Kotaro Iha.
Dal 1990 in poi Il Maestro Higa comincia a diffondere il Karate Kyudokan in Italia. Si reca quindi nella città di Milano. Si trasferisce poi a Padova e in seguito a Rieti, per arrivare infine in Sicilia. Si stabilisce a Palermo, dove abita dal 1995.
Nel 1992, durante un viaggio di aggiornamento presso suo zio Yuchoku, viene nominato Rappresentante della Scuola Kyudokan per tutta l’Europa.
Nel settembre del 1994 ottiene il grado di 8º Dan Kyoshi.
Nell’anno 1997, in Okinawa, gli viene ratificato l’incarico di Direttore Tecnico Mondiale della Scuola e viene nominato Rappresentante per tutta l’Europa della “Federazione di Kobudo Ryu Kyu Kobudo Ryukonkai”.
Nell’anno 1992 ha preso parte alla famosa “Pasqua del Budo”, considerata una delle più importanti manifestazioni di Arti Marziali del mondo, ha percorso tutta l’Italia facendo tappa in 12 città diverse.
Nel gennaio del 1999, la rivista Samurai, la più importante rivista di Arti Marziali in Italia e una delle più importanti nel mondo, onora il Maestro Higa come uno dei grandi personaggi delle Arti Marziali.
Nel febbraio del 1999, è stato nominato Membro del Comitato di Promozione del Torneo Mondiale di Karate-do e Kobudo di Okinawa, svoltosi a Naha nell’agosto dello stesso anno.
A giugno 2000, in occasione del Campionato Europeo della “World Karate Confederation” tenutosi a Cluj Napoca, partecipa come invitato speciale e dirige uno stage di Karate do Shorin-ryu per tecnici e arbitri europei.
Nel novembre 2000 si reca a Okinawa per assistere al Campionato Mondiale di Karate-do Kyudokan rivestendo il ruolo di Capo degli arbitri e partecipa alla dimostrazione in onore del maestro Yuchoku Higa, in occasione dell’anniversario della sua morte.
Fra gli anni 2000 e 2004 continua con la diffusione della Scuola in diversi paesi del mondo, tra i quali: Marocco, Panama, Repubblica Ceca, Sri Lanka, Cile, Francia, India, Isole Filippine e Polonia, Perù.
Nel novembre 2001, in Piemonte è stato ricevuto a Palazzo Lascaris, sede della Presidenza Regionale, dove è stato insignito di una targa per i meriti e per il prestigio profuso al mondo della Arti Marziali.
Nell’agosto 2003, viaggia a Okinawa, Naha per il Campionato Mondiale di Karate-do e Kobudo presso lo stadio Budokan. In occasione del Seminario svoltosi parallelamente a quell’occasione, collabora con altri maestri e il maestro Minoru Higa (10º Dan hanshi, Presidente Mondiale della Scuola Kyudokan e direttore tecnico della manifestazione) allo svolgimento dello Stage internazionale. Sempre in quell’occasione, il Maestro Oscar Higa riceve il grado di 9º dan Hanshi e la riconferma del ruolo di Direttore Tecnico Mondiale della Scuola Kyudokan.
Nel 2007 tiene il primo seminario Karate-Kyudokan in Svizzera, e viene nominato Membro Permanente del Consiglio dei Notabili dell’UNIDEP (Università Internazionale dello Sport), patrocinata dalle Nazioni Unite.
Nel 2010 il Presidente della W.U.K.F. (World Union of Karate-do Federations) lo nomina referente dello stile Shōrin per tutto il mondo. Sempre nello stesso anno presiede l'International Shorin-ryu Kyudokan Karate-do Tournament a Lignano.
Nel 2012 a San Luis in Argentina si svolge il Campionato mondiale di Karate-do Shōrin-ryu Kyudokan in onore di Jintatsu Higa,in occasione del centenario dalla sua nascita. Nell’ambito di questo evento la W.U.K.F. conferisce al Maestro Oscar Higa il 10º Dan Hanshi.
La sua attività in Italia e nel mondo, in questi ultimi anni, è stata, e continua ad essere molto prolifica: è stato membro del Consiglio Tecnico e Capo degli arbitri di Karate Tradizionale della “World Karate Organization”, è il Presidente e Direttore Tecnico della “Organizzazione Italiana di Karate-do Kyudokan di Okinawa” (O.I.K.K.O.), è Vice Presidente della “World Okinawan Shorin-ryu Kyudokan Karate-do Federation”; ha arbitrato in diverse gare nazionali ed internazionali di cui tre mondiali, due sudamericane e due europee. A Palermo è il Direttore Tecnico e il Capo degli Istruttori della “Associazione Sportiva Culturale Okinawa”.
Il Maestro tuttora viaggia costantemente in diversi Paesi del mondo per condurre seminari, corsi di arbitraggio, esibizioni, conferenze e per svolgere corsi di Karate e di Kobudo, oltre ad insegnare nel suo dōjō a Palermo.

## Riconoscimenti
- Primo professore della cattedra di Karate nella Scuola di Giornalismo Sportivo del Circolo dei Giornalisti Sportivi dell’Argentina;
- 1976 sostiene l’esame per il 5º Dan Renshi;
- 1985 conferimento del 6º Dan Renshi;
- 1985 nomina a rappresentante della Scuola Kyudokan per tutto il Sudamerica;
- 1988 conferimento del 7º Dan Khioshi;
- 1988 nomina a Direttore Tecnico Mondiale;
- 1994 conferimento del 8º Dan Khioshi;
- 1997 nomina a rappresentante per tutta l’Europa della “Federazione di Kobudo Ryu Kyu Kobudo Ryukonkai”;
- 1999 viene inserito nella rivista “Samurai” come uno dei grandi personaggi delle Arti Marziali;
- 2001 viene insignito di una targa per i meriti e per il prestigio profuso al mondo della Arti Marziali da parte della regione Piemonte;
- 2003 conferimento del 9º Dan Hanshi;
- 2007 nomina a Membro Permanente del Consiglio dei Notabili dell’UNIDEP (Università Internazionale dello Sport);
- 2012 conferimento del 10º Dan Hanshi.

### Risultati agonistici
Kata/Kumite:
- 1º Classificato Gara Interregionale;
- 1º Classificato Campionato Nazionale Argentino;
- 1º Classificato Campionato Rioplatense;
- 1º Classificato Campionato Sudamericano.

## Opere
- KARATE-DO. La via verso l’armonia totale, Palermo, Antipodes, 2017. ISBN 9788899751333